# Список умерших в 1329 году

Генрих II Лев

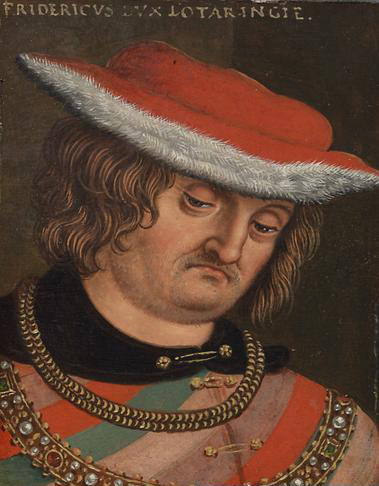
Ферри IV

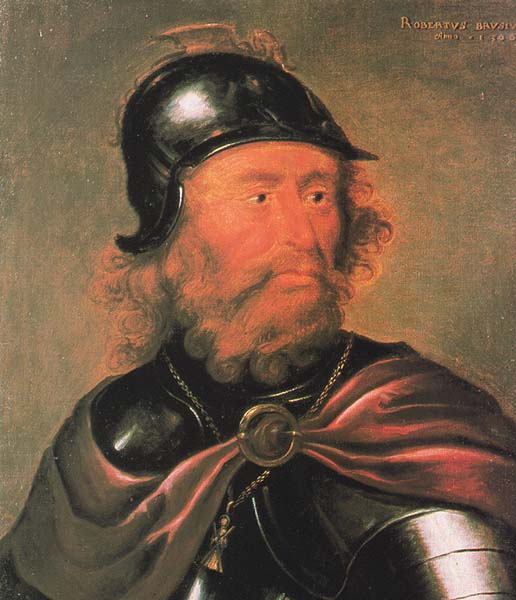
Роберт I Шотландский

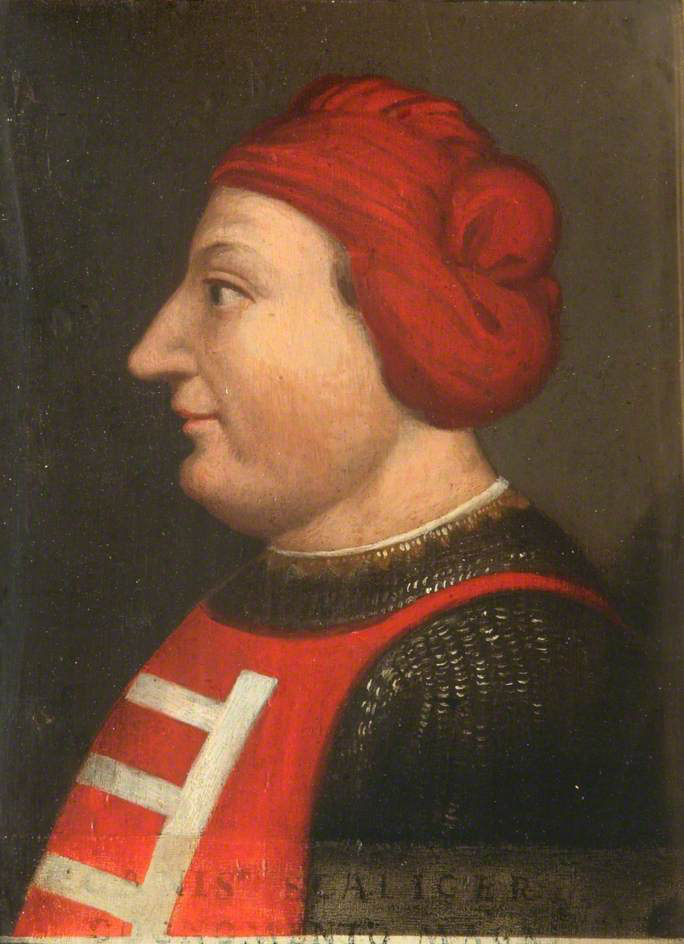
Кан Гранде I делла Скала

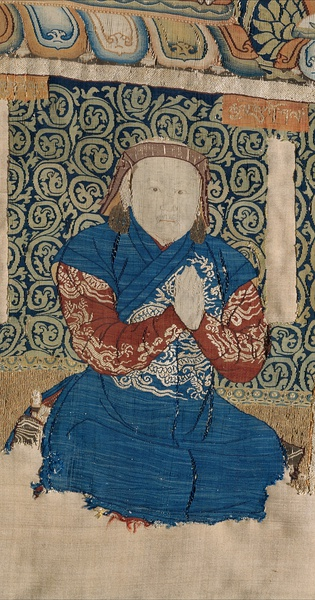
Хошила

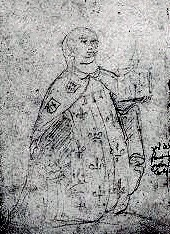
Матильда д’Артуа

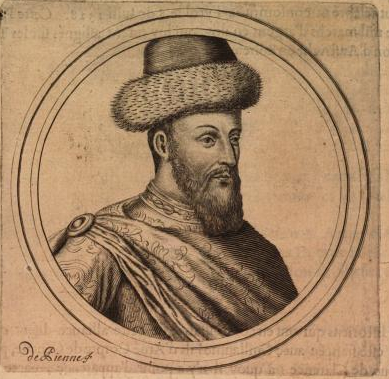
Эдуард I Либерал

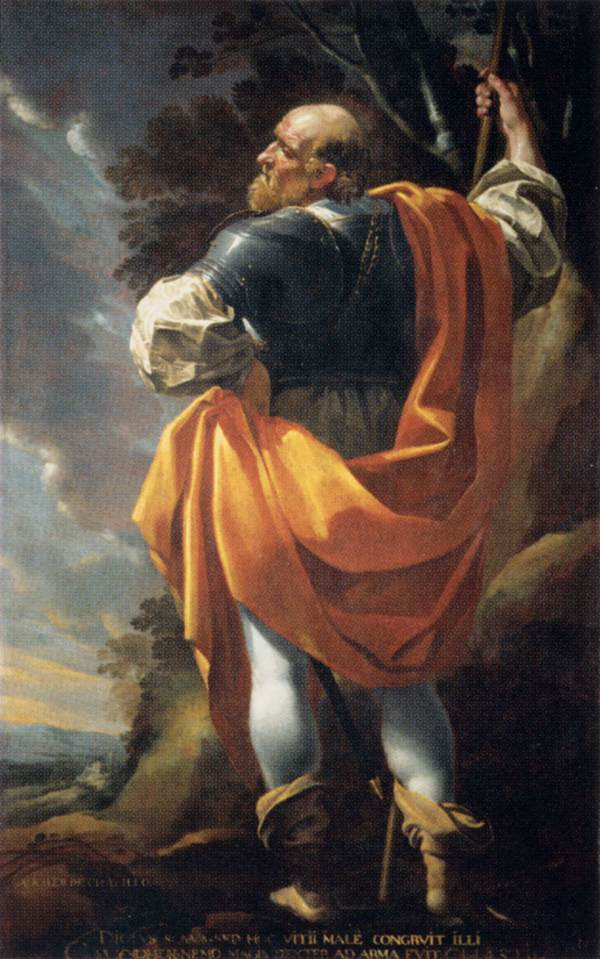
Гоше V де Шатильон

В этой статье представлен список известных людей, умерших в 1329 году.
См. также: Категория:Умершие в 1329 году

## Январь
- 17 января — Розелина де Вильнёв[фр.] — французская католическая святая
- 21 января — Генрих II Мекленбургский — князь Мекленбурга (1287—1329).

## Февраль
- 26 февраля — Ошин II Хетумян — армянский князь Корикоса, регент короля киликийского армянского государства (1320—1329); убит

## Март
- 5 марта — Ютта фон Эттинген[нем.] — дочь Альбрехта I Австрийского, графиня консорт Эттингена (1319—1329), жена Людвига VI Эттингенского
- 22 марта — Роберт V[англ.] — граф Дрё (1309—1329)
- 27 марта — Фридрих III фон Лейхтенберг[нем.] — епископ Айхштета (1328—1329).

## Май
- 9 мая — Джон Дроксфорд[англ.] — епископ Бата и Уэлльса (1309—1329)
- 31 мая — Альбертино Муссато — итальянский гуманист, поэт и историк.

## Июнь
- 7 июня — Роберт I Шотландский (54) — король Шотландии (1306—1329), основатель королевской династии Брюсов.
- 13 июня — Джон де Бермингем, ирландский дворянин, военный и государственный деятель, 1-й граф Лаут (1319—1329), лорд-лейтенант Ирландии (1321—1323).
- 25 июня — Конрад IV фон Шёнэк[нем.] — епископ Вормса (1319—1329)

## Июль
- 22 июля — Кан Гранде I делла Скала (38) — подеста Вероны (1311—1329); отравлен.

## Август
- 23 августа — Ферри IV (47) — герцог Лотарингии (1312—1329).
- 26 августа — Йиндржих из Липы — моравский государственный деятель, моравский земский гетман (1321—1329).
- 30 августа — Хошила (28) — император Китая из династии Юань (1329).

## Сентябрь
- Россолин[фр.] — епископ Рьеза (1319—1329)

## Октябрь
- 18 октября — Альбергетто Манфреди[нем.] — сеньор Фаэнцы (1327—1329), казнён
- 27 октября:
  - Гильом де Мелён[фр.] — архиепископ Санса (1316—1329);
  - Матильда д’Артуа — графиня Артуа (1302—1329), первая женщина, удостоенная звания пэра Франции (1309).
- Аймар IV, граф Валентинуа и Диуа (с 1277).

## Ноябрь
- 2 ноября — Афонсу Саншес (40) — португальский инфант, сын короля Диниша I, сеньор Альбуркерке, соперник брата Афонсу IV.
- 4 ноября — Эдуард I Либерал (45) — граф Савойский (1323—1329).
- 9 ноября — Жан III д’Аркур, французский дворянин, представитель рода д’Аркур, барон д’Эльбёф, виконт де Шательро, де Сен-Совер, сеньор де ла Соссе, де Брион, де Лильбон.
- 29 ноября — Фридрих фон Регенсбург[нем.] — немецкий святой католической церкви.

## Декабрь
- 15 декабря — Томас де Бардольф (47), английский аристократ, 2-й барон Бардольф (с 1304).

## Дата неизвестна или требует уточнения
- Али ан-Насир бин Салах[англ.] — имам Йемена (1328—1329)
- Алиса Хетумян — королева-консорт Киликийской Армении (1320—1329), жена Левона V; убита по приказу мужа.
- Альвар Нуньес Осорио, леонский дворянин, 1-й граф Лемос, Трастамара и Саррия.
- Вассаф, персидский историк.
- Генри ле Чен[англ.] — епископ Абердина (1282–1329)
- Гоше V де Шатильон — сеньор де Шатийон (1261—1329), граф де Порсеан (1303 — 1323), коннетабль Франции (1303—1329)
- Алиса д’Эсте — дочь правителя Феррары, маркиза Альдобрандино II д’Эсте, сеньора-консорт Мантуи (1325—1328), жена Ринальдо Бонакольси.
- Данила — новгородский посадник (1327—1329).
- Джованни да Кариньяно[англ.] — генуэзский картограф.
- Джон де Ментейт — шотландский дворянин, который взял в плен Уильяма Уоллеса в 1305 году
- Маоль Йоса IV[англ.] — граф Стратерн (1317–1329)
- Михаил Имеретинский — царь Западной Грузии (1327—1329)
- Роберт де Монталт[англ.] — первый и последний барон Монталт (1297—1329)
- Убертино Казальский — итальянский францисканский монах и теолог
- Угоционе Борромео[англ.] — епископ Новары (1304–1329)
- Уильям Олифант[англ.] — шотландский магнат, один из лидеров борьбы за независимость Шотландии
- Уолтер Херок[англ.] — епископ Абердина (1329)
- Чжан Янгао[англ.] — китайский писатель
- Шарра Колонна[англ.]— аристократ, давший 7 сентября 1303 пощёчину папе римскому Бонифацию VIII